# Heath (映像作品)
『heath』（ヒース）は、X JAPANのベーシスト、heathが1995年2月22日にリリースしたミュージック・ビデオ。ミニアルバムが付属している。

## 概要
heathのソロ・デビュー作となった本作は「失われたtreasure∞land」を収録したミュージック・ビデオを基調に5曲入りミニアルバムを同梱。「他のX JAPANメンバーがソロ活動を見てて自分でもやりたい」という事がこのような形になった。
初めて書いたラブソング「clockworklife」は、「恋愛している時の1秒は重すぎる」という趣旨の曲。

## 収録曲
全作詞・作曲：heath
編曲：heath、須貝幸生、神長弘一
VHS
1. 失われたtreasture∞land

CD
1. 失われたtreasture∞land
2. Nervous Break Down
3. Daydream
4. Live for the moment
5. clockworklife

## レコーディング参加
- heath - ボーカル、ベース
  - 須貝幸生 - プログラミング
  - 神長弘一 - ギター
  - 鷹羽仁 - マニピュレーター
  - 相沢公生 - キーボード
  - 三柴理 - ピアノ[4][5]
  - 小森啓資 - ドラム
  - スティーブ エトウ - パーカッション